# Vasilis Lakis
Vasilis Lakis (grekiska: Βασίλης Λάκης), ibland stavat Vassilis, född 10 september 1976 i Thessaloniki, är en grekisk före detta fotbollsspelare som avslutade sin karriär i Kavala i den grekiska Superligan. 
Lakis började sin karriär som försvarare men hans tidigare tränare upptäckte hans offensiva förmågor och placerade honom längre fram på mittfältet.
Lakis var med i den grekiska landslagstrupp som vann EM 2004 i Portugal. Han gjorde två framträdanden i turneringen, ett i en gruppspelsmatch mot Portugal och ett i kvartsfinalen mot Frankrike.

## Meriter
Ethnikos Piraeus
- Grekiska Fotbollsligan: 1994, 1998

AEK Aten
- Grekiska cupen: 2000, 2002

Grekland
- EM-Guld: 2004
- U21 EM-silver: 1998